# 볼고돈스크

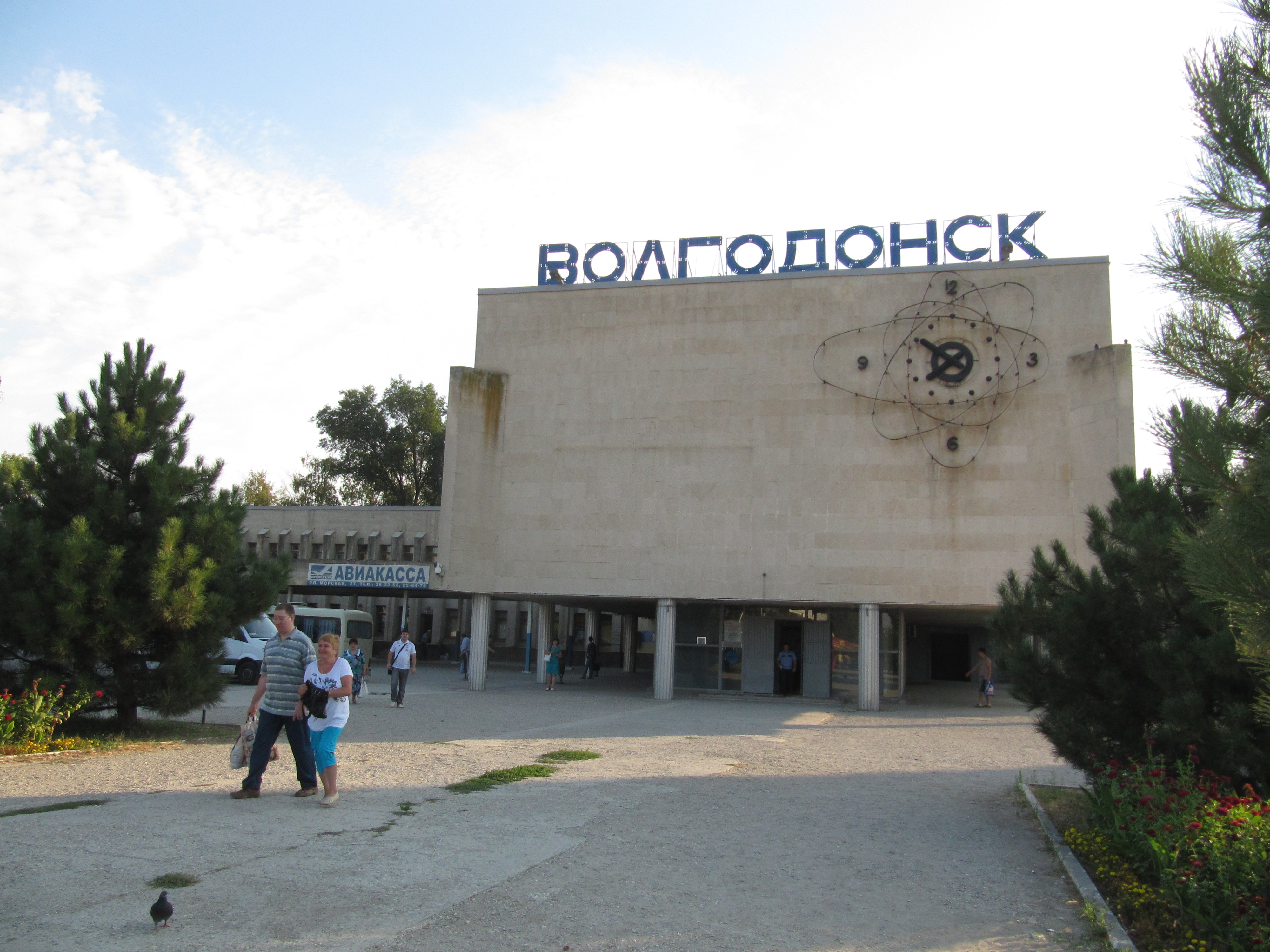

볼고돈스크(러시아어: Волгодо́нск)는 러시아 로스토프주 동부에 위치한 도시로, 침랸스크 저수지 서안에 위치하며 인구는 165,994명(2002년 기준)이다. 돈 강이 흐른다.